# アーロン・スペリング
アーロン・スペリング（Aaron Spelling、1923年4月22日 - 2006年6月23日）は、アメリカ合衆国のプロデューサー、脚本家。テキサス州出身。

## 人物
テキサス州ダラスにて、ポーランドから移住してきたユダヤ人夫妻の間に生まれる。父デイヴィッドの本来の苗字のつづりはSpurlingだが、アメリカ移住時にスペリング（Spelling）に変更した。
8歳の時、アーロンは同級生にいじめられたトラウマから心身医学的に歩けなくなり、1年間寝たきりだった。
フォレスト・アベニュー高校在学時、彼は第二次世界大戦のアメリカ軍に軍務についた。
1949年に卒業するまで南メソジスト大学にてチアリーダーを務めた。
1953年に女優キャロリン・ジョーンズと結婚するも、1964年に離婚した。翌1968年、アーロンはキャンディ・ジーンと再婚し、1973年に娘トリを、1978年にランディをそれぞれもうけた。このうちトリは『ビバリーヒルズ青春白書』にも出演している。

### テレビ・映画業界入りと私生活
1954年、スペリングは『ジェーン・ワイマンの炉端劇場』の初稿を売った。同年、彼はCBSのシットコム Willy の第1話に野犬捕獲者役で出演した。この番組のメインキャストの一人であるニューハンプシャー州の弁護士役を演じたジューン・ハヴォックは、のちにボードヴィル劇団の上演を行うためニューヨーク市へ移った。
1968年からアーロンはプロデュース業で成功を収め、『モッズ特捜隊』『命がけの青春/ザ・ルーキーズ』『チャーリーズ・エンジェル』『ビバリーヒルズ青春白書』『チャームド』など多数のヒット作を世に送りだした。1969年には、アーロン・スペリング・プロダクション（1988年にスペリング・エンターテイメントに改称）を設立した。1972年にはレナード・ゴールドバーグとスペリング／ゴールドバーグ・プロダクションを設立し、2つのプロダクションで番組制作を行った。『ベガス』ではマイケル・マン（企画）、Matt Houstonではローレンス・ゴードン（製作総指揮・企画）、『恋はお手上げ』ではキャノンの総帥メナハム・ゴーラン、ヨーラム・グローバス（製作総指揮）と共に作品を手がけている。
1988年、アーロンは、ビング・クロスビーの邸宅のうち6-エーカー (2.4 ha) 分を購入した。1991年、彼はその邸宅をつぶして123部屋もある家を建てた。ザ・マナーとして知られるこの邸宅は、床面積56,500平方フィート (5,250 m2) をほこり、一家族が所有する家の中ではロサンゼルス一大きかった。
2004年に放送されたテレビ映画 Behind the Camera: The Unauthorized Story of Charlie's Angels では、アーロン役をダン・カステラネタが務め、同年放送された Dynasty: The Making of a Guilty Pleasure では ニコラス・ハモンドがアーロンを演じた。

### 死
2001年、アーロンは口腔癌と診断された。2006年6月18日に自宅で脳卒中に見舞われ、6月23日には脳卒中の合併症により、83歳で亡くなった 死後数日後に密葬が行われ、遺体はHillside Memorial Park Cemeteryにある霊廟に収められた。
同年8月27日、第58回プライムタイム・エミー賞にて、 アーロンは、かつて彼の作品にかかわったジョーン・コリンズ 、 スティーヴン・コリンズ、ヘザー・ロックリア、ファラ・フォーセット、ケイト・ジャクソン、 ジャクリーン・スミスらによって表彰された。
2007年4月4日、5月13日放送のテレビドラマ 7th Heaven の最終回はアーロンに捧ぐ内容になることが明らかにされた 。
2008年、後家となったキャンディはこの邸宅を1500万ドルで売却し、2011年にソーシャライトのペトラ・エクレストンが850万ドルで購入した。

## 作品

### テレビ
- サタン・スクール/美しき悪魔
- タイタンズ 欲望のラプソディ
- チャームド～魔女3姉妹
- サンセット・ビーチ
- サバンナ6
- キンドレッド/狼の血族
- インベーダー
- モデル・エージェンシー/女たちの闘い
- 運命の瞬間/そしてエイズは蔓延した
- 鏡の中の他人
- ザ・ハイツ 青春のラプソディー
- メルローズ・プレイス
- 2000マリブロード・美しき疑惑
- ビバリーヒルズ高校白書
- デイワン/最終兵器の覚醒
- エアポート’85
- パトカーアダム30
- ダイナスティ
- ロス警察特捜隊
- 砂糖きび畑殺人事件
- 探偵ハート&ハート
- ファンタジー・アイランド
- ベガス
- ラブ・ボート
- チャーリーズ・エンジェル
- リトル・レディ
- ファミリー　愛の肖像
- 刑事スタスキー&ハッチ
- 特別狙撃隊S.W.A.T.
- バレンチノの伝説
- ファラ・フォーセットの スカイパニック
- 悪党列伝!ヒット・レディ/白い肌の殺人マシン
- クライパニック／悪夢を操る影
- 午後10時の殺意/私は殺される!
- 死の航海
- チョッパーワン・スカイパトロール
- 愛ふたたび
- 白い恐怖
- トラック・ジャック
- 誘拐
- 連続婦女暴行魔・ミニスカートの囮
- 命がけの青春/ザ・ルーキーズ
- さすらいのガンマン
- 四人姉妹連続殺人/惨劇は浴室から始まった
- 暗闇の中の殺意
- スタジアム乱射事件
- 追跡者
- モッズ特捜隊
- 狙われた五人の美女
- 恐怖のSF戦争
- 荒野のガンマン・シェリフ
- 戦慄の悪魔払い
- 走れサイモン
- ジグザグ
- サイコXX
- 暗黒街のメロディ
- おかしなおかしな戦争野郎
- サンフランシスコ用心棒
- ガンマン無情
- ハニーにおまかせ

### 映画
- チャーリーズ・エンジェル（2000年）
- モッド・スクワッド
- ソープディッシュ
- キャノンズ
- サティスファクション
- 恋はお手あげ
- タイム・リミットは午後3時
- ミスター・マム
- ジャックポット
- 地獄へ片足（脚本のみ）
- 大爆破（兼脚本）